# 弓月光
弓月 光（ゆづき ひかる、本名：西村 司、1949年12月5日 - ）は、日本の漫画家。男性。高知県吾川郡伊野町（現・いの町）出身。淳心学院高等学校卒業。
1968年（昭和43年）に第1回りぼん新人漫画賞で準入選してデビュー。集英社の雑誌を主として少女漫画・少年漫画・青年漫画と幅広く活動する。代表作に『ボクの初体験』・『エリート狂走曲』・『みんなあげちゃう♡』など。『グランドジャンプ』誌上において「甘い生活 2nd season」および「瞬きのソーニャ」を連載中。日本漫画家協会の参与を務めている。

## 経歴・人物
淳心学院高等学校3年の時に『まんが王』（秋田書店）と『少年』（光文社）の新人賞に応募、佳作に入賞し、『少年』に応募したものについては付録に掲載されている。
神戸大学受験に失敗して大学進学を断念し、漫画家となる。
1968年、男子校の級友に知られないようにと弓月光というペンネームを作った上で第1回りぼん新人漫画賞に応募し、準入選してデビュー。同賞での同期受賞者に、一条ゆかり、もりたじゅん（本宮ひろ志夫人）がいる。
『りぼん』『週刊マーガレット』での少女漫画、『月刊少年ジャンプ』などでの少年漫画、『週刊ヤングジャンプ』『ビジネスジャンプ』での青年漫画と、舞台を移すとともにテーマも変えて長期に渡り最前線で活躍している。作品はコメディ系が主体。
また、早くからMacintoshでのCG描画やパソコン通信を積極的に活用していた。その縁かFM-TOWNS版『ザックマックラッケン』のパッケージのアートデザインを担当した。
過去に著作2作品が有害図書指定を受け発売禁止となっているが、逆に発奮材料になり『甘い生活』の長期連載につながっている。
2019年時点で、単行本の総発行部数は約4000万部に達する。

## 単行本リスト
発行は特記のない限り全て集英社より。レーベルについては以下の略号を用いる。
RMC：りぼんマスコットコミックス / MC：マーガレットコミックス / SGC：集英社ガールズコミックス / JC：ジャンプ・コミックス / JCS：ジャンプコミックスセレクション（発行：ホーム社、発売：集英社） / JSC：ジャンプスーパーコミックス（発行：創美社、発売：集英社） / YJC：ヤングジャンプ・コミックス / YJCS：ヤングジャンプコミックスセレクション（発行：ホーム社、発売：集英社） / SMB：集英社漫画文庫 / SBC：集英社文庫コミック版
- にくいあんちきしょう（1970年、RMC全2巻）
  - ワイド版（1995年、JSC全1巻）
- これでも奥様（1971年、RMC全1巻）
- どろん（1972年、RMC全1巻）
- おでんグツグツ（1973年、RMC全1巻）
- 新婚は甘くない（1973年、RMC全1巻）
- 出発シンコー!（1974年、RMC全1巻）
- ナオミあ・ら・かると（1976年、RMC全1巻）
- ボクの初体験（1976年、MC全3巻）
  - ワイド版（1995年、JSC全2巻）
  - 文庫版（SBC全2巻）
- 変人クラブ（MC全2巻）
  - ワイド版（1995年、JSC全1巻）
- エリート狂走曲（1978年、MC全7巻）
  - ワイド版（1995年、JSC全4巻）
  - 文庫版（2001年 - 2002年、SBC全4巻）
- おたすけ人走る!!（1980年、MC全3巻）
- 不作法な関係（1978年、SMB全1巻）
- ラクラクBF獲得法（1979年、SMB全1巻）
- うっふんレポート（1980年、SMB全1巻）
- 手術しちゃうから!（1981年、SMB全1巻）
- おちこぼれ忍法帖（1981年、MB全2巻）
- ホールドアップ!（原作：武論尊）（1982年、MC全4巻）
- トラブル急行（エクスプレス）（1983年、MC全2巻）
  - ワイド版（1995年、JSC全2巻）
- エイリアン1/2（1983年、MC全1巻）
- 白い変人たち（1983年、MC全1巻）
- ボクの婚約者（1983年、JC全7巻）
  - ワイド版（JCS全4巻）
  - 文庫版（2002年 - 2003年、SBC全5巻）
- みんなあげちゃう♡（1983年、YJC全19巻）
  - ワイド版（1994年 - 1995年、YJCS全11巻）
  - 文庫版（2008年 - SBC全13巻）
- 天使のような悪魔チャン（1984年、SMB全1巻）
- 弓月光の少女まんが家入門（1984年、SBC全1巻）
- まじだよ!!（1988年、JC全2巻）（原作：武論尊）
- リトルビッグママ（1988年、YJC全2巻）
- シンデレラエクスプレス（1989年、YJC全4巻）
- 不作法な関係・ラクラクBF獲得法（1989年、SGC全1巻）
- HOT STUFF（1990年、YJC全1巻）
- 甘い生活（1990年 - 2011年、YJC、全40巻）
  - 文庫版（2007年 - 2008年、SBC：全12巻）
  - 『ビジネスジャンプ』の廃刊ならびに『グランドジャンプ』へ連載誌の移籍に伴い『甘い生活 2nd season』に改題
- 弓月光のお仕事 〜40th anniversary BOX〜（2008年、ビジネスジャンプ愛蔵版コミックス、3冊組）
- めたボリカ（2008年、YJC全1巻）
- 瞬きのソーニャ （2012年 - 、ヤングジャンプコミックスGJ、既刊3巻[注 1]）
- 甘い生活 2nd season（2012年 - 2024年、ヤングジャンプコミックスGJ、全19巻）

## ゲーム
- ザックマックラッケン (FM-TOWNS版パッケージ)
- ラブクエスト (キャラクターデザイン)
- ヴァージン･ドリーム (キャラクターデザイン)

## その他
- トリビアの泉「清少納言は股間を丸出しにして女であることを証明した事がある」（2004年3月24日放送分、VTR中の再現イラスト提供）

## 関連人物

### アシスタント
- 宮のぶなお[2]

### その他
一条ゆかり
互いのデビューのきっかけとなったりぼん新人賞以来の友人。新人の頃には互いに互いのアシスタントを務めたこともあり、弓月が一条の元に一ヶ月程居候するなど友人として深い交流があった。